# Keii
«Keii» es una canción del cantante puertorriqueño Anuel AA. La canción fue lanzada como sencillo el 7 de febrero de 2020. La canción debutó en el número dos en España y alcanzó el número 83 en el Billboard Hot 100 de los Estados Unidos.

## Antecedentes y lanzamiento
«Keii» fue descrita como una «canción de dembow relajada». En la pista, el cantante menciona varias canciones de otros artistas, como «Con calma», «Callaíta», «Te boté», «Soltera» y «Quiere beber».

## Rendimiento comercial
En los Estados Unidos, «Keii» alcanzó la posición número cinco en la lista de Billboard Hot Latin Songs. Mientras que en la lista Hot 100, debutó en el número ochenta y seis. La pista en España alcanzó la segunda ubicación en la lista de sencillos PROMUSICAE, adicionalmente fue certificada con disco de platino en el país.

## Vídeo musical
El video fue lanzado el 7 de febrero de 2020 y retrata al artista como Drácula. Fue dirigida por Spiff TV. La historia se comparó con un «romance gótico» en el que la cantante atrae a una mujer de su boda a un mundo oscuro lleno de «placer desenfrenado».

## Posicionamiento en listas
| Listas (2020)                          | Mejor posición |
| -------------------------------------- | -------------- |
| Argentina (Argentina Hot 100)          | 35             |
| España (PROMUSICAE)                    | 2              |
| Estados Unidos (Billboard Hot 100)     | 83             |
| Estados Unidos (Hot Latin Songs)       | 3              |
| Estados Unidos (Rolling Stone Top 100) | 69             |

## Certificaciones
| País (organismo certificador) | Certificación | Unidades certificadas |
| ----------------------------- | ------------- | --------------------- |
| España (PROMUSICAE)           | Platino       | 40 000                |
| México (AMPROFON)             | Platino       | 60 000                |